# Phyllomedusa neildi
Phyllomedusa neildi es una especie de anfibios de la familia Phyllomedusidae.
Es endémica de Venezuela.
Sus hábitats naturales incluyen zonas de arbustos tropicales o subtropicales a gran altitud, ríos, pantanos marismas de agua dulce, sabanas y zonas previamente boscosas ahora muy degradadas.